# Narcissus
Pour les articles homonymes, voir Narcisse.
Genre
Classification APG III (2009)
Narcissus est un genre de plantes herbacées vivaces de la famille des Liliaceae selon la classification classique ; la classification phylogénétique propose de classer ce genre parmi la sous-famille des Amaryllidoideae, de la famille des Amaryllidaceae.
C'est le genre des Narcisses et des Jonquilles.

## Étymologie
Du grec νάρκισσος  (« narcisse »), lui-même de ναρκάω (« être engourdi »), probablement du fait des propriétés narcotiques du genre.
Dans la mythologie grecque, Narcisse était l'un des plus beaux hommes de Grèce, mais les dieux avaient décidé qu'il ne pourrait jamais regarder son reflet. La nymphe des sources Écho, qui avait été condamnée par Héra à ne pouvoir dire à ses interlocuteurs que la fin des phrases qu'elle voulait prononcer, tomba amoureuse de Narcisse. Elle fut rejetée par la vanité de Narcisse, et pour se venger, l'amante déçue demanda aux dieux de le punir par un amour impossible. En châtiment, Némésis (déesse de la vengeance) fit en sorte que Narcisse vît son reflet et en tombât alors amoureux. Il resta alors figé, face à l'eau d'où émanait son reflet. Écho, prise de désespoir, se jeta du haut d'une montagne : c'est de là que viendrait le mot « écho », et Narcisse fut transformé en plante. Cette plante porte son nom, à cause de l'inclinaison de ses fleurs en direction des points d'eau, de sa beauté reconnue et de son caractère toxique.

## Description

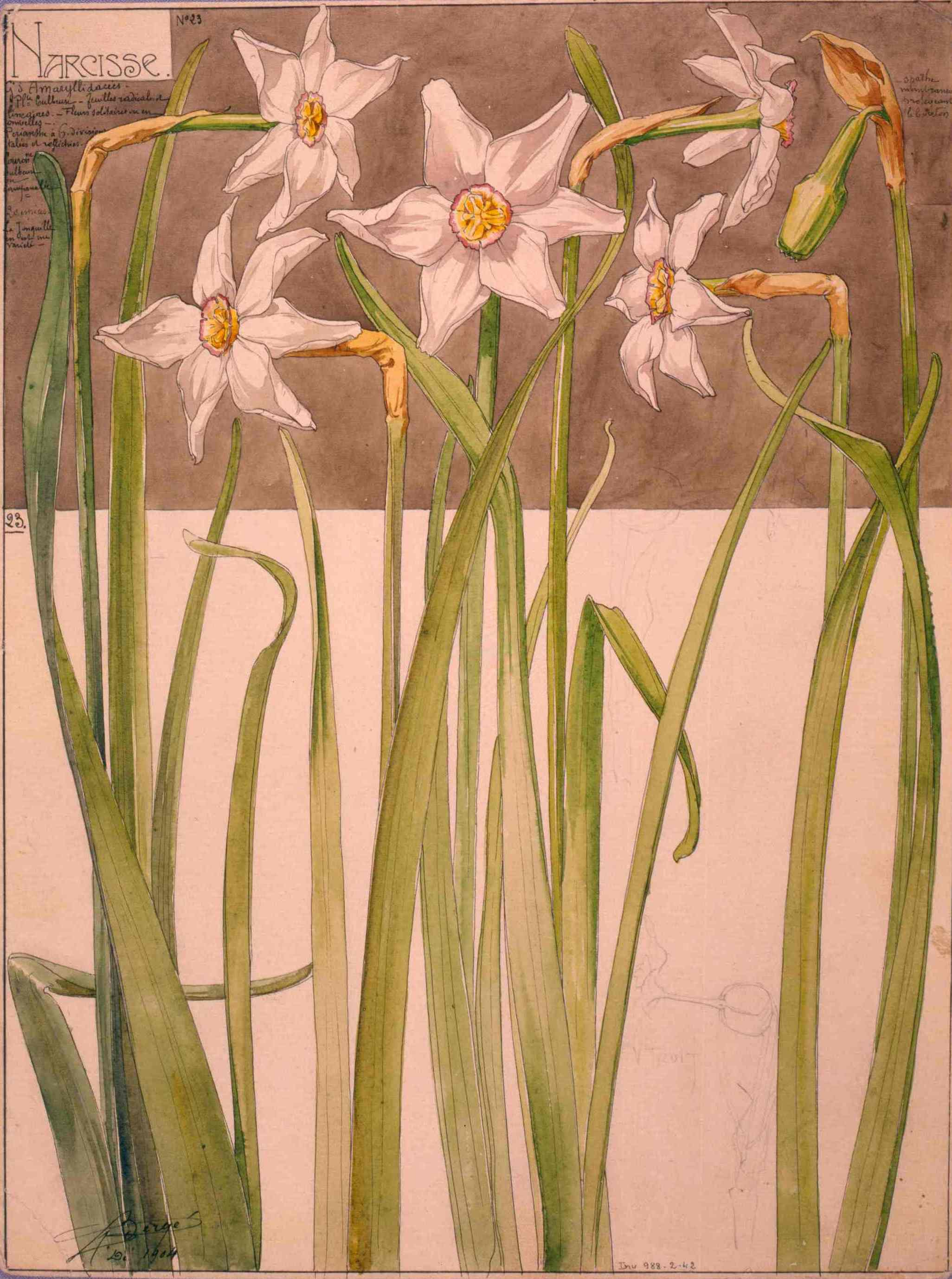
Illustration botanique d'Henri Bergé d'un plant de narcisses.

Les Narcisses sont des plantes bulbeuses, à feuilles basales et à tiges creuses, portant de une à plusieurs fleurs. Les fleurs comportent six sépales. Les étamines, au nombre de six, sont insérées dans une couronne ou paracorolle en coupe ou en trompette, formée par les pétales soudés entre eux. Le fruit est une capsule trilobée contenant généralement de nombreuses graines.
Les Narcisses sont des plantes à bulbes dont la beauté est très appréciée dans les jardins. Il existe de nombreuses espèces et une multitude de variétés horticoles. Les Narcisses sont des plantes toxiques, qui, comme les Perce-neige, contiennent de la galantamine. La floraison a lieu de mars à juin, les fleurs étant de couleur blanche ou jaune selon les espèces. Leur odeur forte peut donner la migraine, à l'exemple du Narcisse jaune. Quelques espèces toutefois, comme Narcissus serotinus et Narcissus viridiflorus, sont à floraison automnale.

## Reproduction
Les Narcisses utilisent la reproduction (ou multiplication) asexuée qui est le processus par lequel un individu donne naissance à un ou plusieurs individus de même sexe sans intervention de phénomènes sexuels, c'est-à-dire sans formation de cellules reproductrices et sans fécondation.
Au printemps, le bulbe germe en donnant des feuilles, une tige et des fleurs. L'ancien bulbe disparaît en donnant de nouveaux bulbes qui fleurissent l'année suivante. Dans le cas du Narcisse, c'est à partir d'un ou plusieurs bourgeons à l'intérieur du bulbe. C'est le mode de multiplication le plus rapide.
La reproduction sexuée reste possible : il y a alors fécondation des fleurs par le pollen et production de graines. Mais les graines obtenues ne permettent d'obtenir des bulbes florifères qu'au bout de 5 à 6 ans.

## Subdivisions infra-génériques
On distingue au sein du genre Narcissus deux sous-genres :
- le  sous-genre Hermione qui se répartit dans les  régions  côtières de la Méditerranée et les côtes atlantiques de la Péninsule Ibérique et du Maroc ;
- le  sous-genre Narcissus que l'on rencontre principalement dans les régions montagneuses de la Péninsule Ibérique, du Maroc, des Pyrénées et des Alpes avec néanmoins quelques espéces  dans la zone méditerranéenne (Narcissus viridiflorus, Narcissus pusillus et Narcissus humilis)[2].

## Liste d'espèces
- Narcissus ×abilioi Fern.Casas
- Narcissus ×araniensis Fern.Casas
- Narcissus assoanus   Dufour  - Narcisse d'Asso
- Narcissus ×bakeri K.Richt.
- Narcissus bertolonii Parl.
- Narcissus bicolor L.
- Narcissus bulbocodium L.  - Trompette de méduse
- Narcissus ×buxtonii K.Richt.
- Narcissus cyclamineus DC.
- Narcissus dubius Gouan - Narcisse douteux
- Narcissus ×incomparabilis Mill.
- Narcissus ×intermedius Loisel.
- Narcissus jonquilla L.  - voir aussi Jonquille
- Narcissus ×laetus Salisb.
- Narcissus ×magnenii Rouy
- Narcissus ×medioluteus Mill. - Narcisse à deux fleurs
- Narcissus minor L.
- Narcissus ×odorus L.
- Narcissus papyraceus Ker Gawl.
- Narcissus poeticus L. - Narcisse des poètes
- Narcissus provincialis Pugsley
- Narcissus pseudonarcissus L.  - Narcisse jaune ou Narcisse trompette
- Narcissus serotinus L.
- Narcissus ×souliei Guétrot
- Narcissus tazetta L.
- Narcissus ×tenuior Curtis
- Narcissus triandrus L.
  - Narcissus triandrus subsp. capax - Narcisse de Glénan, Narcisse des Glénan ou Narcisse des Glénans

## Hybrides
Il existe de très nombreux hybrides horticoles, citons :

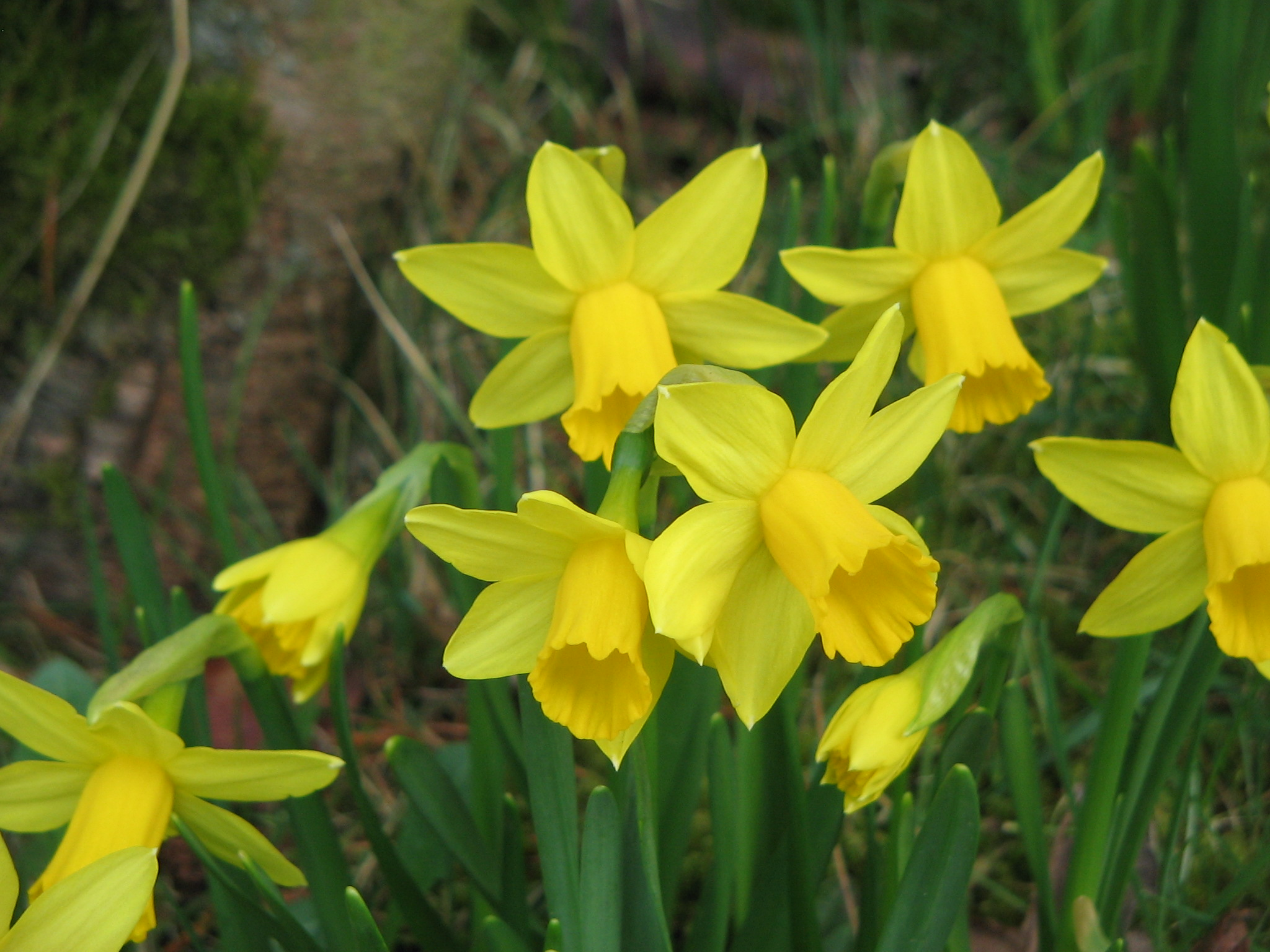
Narcisse tête-à-tête

- Narcisse tête-à-tête, Narcissus x cyclazetta Chater & Stace, cf. Watsonnia[4] 24:532 (2003) = N. cyclamineus de Candolle x N. tazetta L.

Très courant chez les fleuristes, car sa petite taille permet de le cultiver facilement en pot sur un bord de fenêtre.
Selon Watsonnia : Tige de 15-25 cm. Les plus grandes feuilles font 15-20 cm x 8-15 mm. Les fleurs, parfumées, seules ou par deux pour un bulbe, se tiennent horizontalement. Les tépales jaunes font 13-20 x 10-15 mm.
- Narcissus × boutignyanus Philippe, Fl. Pyren. (Philippe) 2: 335 (1859) = N. moschatus Linnaeus × N. poeticus Linnaeus
- Narcissus × dordae Fernández Casas, cf. Fontqueria 53: 8 (1999) = N. abscissus (Haworth) Schultes & Schultes f. × N. macrolobus (Jordan) Pugsley

## Remarques
- On appelle parfois le narcisse jaune (Narcissus pseudonarcissus), narcisse sauvage. Cette dénomination est assez problématique, le narcisse jaune n'étant pas le seul narcisse à pouvoir être sauvage.
- On appelle encore le narcisse jaune narcisse des prés ou encore narcisse des bois alors que celui-ci n'a pas le monopole de ces terrains.
- نرگس (Nargis) est le mot venant du persan, dérivé de l'ourdou, pour la fleur de narcisse. Ce nom a été suggéré par le Pakistan lors de l'établissement de sa liste de noms de cyclones tropicaux.

## Toxicité
Les narcisses (en particulier Narcissus pseudonarcissus et Narcissus poeticus) ont été responsables de quelques empoisonnements de chiens. Les animaux ont consommé des fleurs, l'eau dans laquelle ont trempé les fleurs coupées ou des bulbes. La dose létale pour un chien serait de 15 g de bulbes.
La partie de la plante la plus toxique est le bulbe. La plante contient des alcaloïdes dérivés de la phénanthridine. On retrouve la narcissine, la narciclasine, la galanthamine et la lycorine. Elle contient également des cristaux d'oxalate de calcium.
Les rongeurs connaissent la toxicité des narcisses et ne s'en approchent donc pas. C'est pour cette raison que certains jardiniers plantent parfois des narcisses autour des plantes susceptibles d'être attaquées par les rongeurs.

## Usages médicinaux
Cette plante a autrefois (XVIIIe siècle) été utilisée et recommandée sous forme d'infusion des fleurs ou du « syrop de cette plante »  pour traiter les convulsions et la coqueluche (en tant que  « toux convulsive ») chez l'enfant, ou encore pour traiter l'épilepsie (autre « maladie convulsive », parfois conjointement avec de la Valériane ; cette vertu aurait été découverte (selon lui) par le médecin André Ignace Joseph Dufresnoy (Botaniste et médecin à Valenciennes, où il a été en charge (durant plus de 30 ans) de l'hôpital militaire de Valenciennes et aussi de « l'hôpital des enfans-trouvés ») et notamment présentée en 1799 dans son ouvrage « Des caractères de traitement et de la cure des dartres ». Dufresnoy affirme l'avoir utilisé aussi avec succès contre le tétanos chez des soldats victimes de cette maladie et conduit à l'hôpital militaire de Valenciennes (Dufreynoit écrit en 1799 : 

« Pour ne parler ici que d'après mon expérience personnelle, je ne crains pas de dire que, pendant les guerres d'Allemagne, depuis 1757, jusqu'à la paix de 1763, et depuis 34 ans que je suis chargé du service de l'hôpital militaire de Valenciennes, j'ai vu plusieurs soldats attaqués du Tétanos, survenu à la suite de blessures qu'ils avoient attrapées dans les combats, ou que pendant la paix ils s'étoient faites dans les petites guerres, avec des armes défectueuses, ou trop chargées. Je n'avois pas encore vu de ces malades guérir, avant que j'eusse essayé l'extrait du Narcisse des près) »

— Dufresnoy.

## Symbolique

### Langage des fleurs
Dans le langage des fleurs, le narcisse symbolise l'amour de soi-même et l'égoïsme.

### Calendrier républicain
Dans le calendrier républicain, la Narcisse était le nom attribué au 11e jour du mois de ventôse.

### Pays de Galles
Le narcissus est une des deux plantes emblèmes du pays de Galles (l'autre est le poireau).

### Grèce
Pour les Grecs, la fleur de narcisse est un symbole de mort prématurée en référence à Narcisse qui meurt et se transforme en la fleur du meme nom. C'est cette même fleur qui est cueillie par Perséphone sur son chemin vers l'Enfer d'Hadès, et on pense qu'elle a un parfum narcotique.

## Album de photos

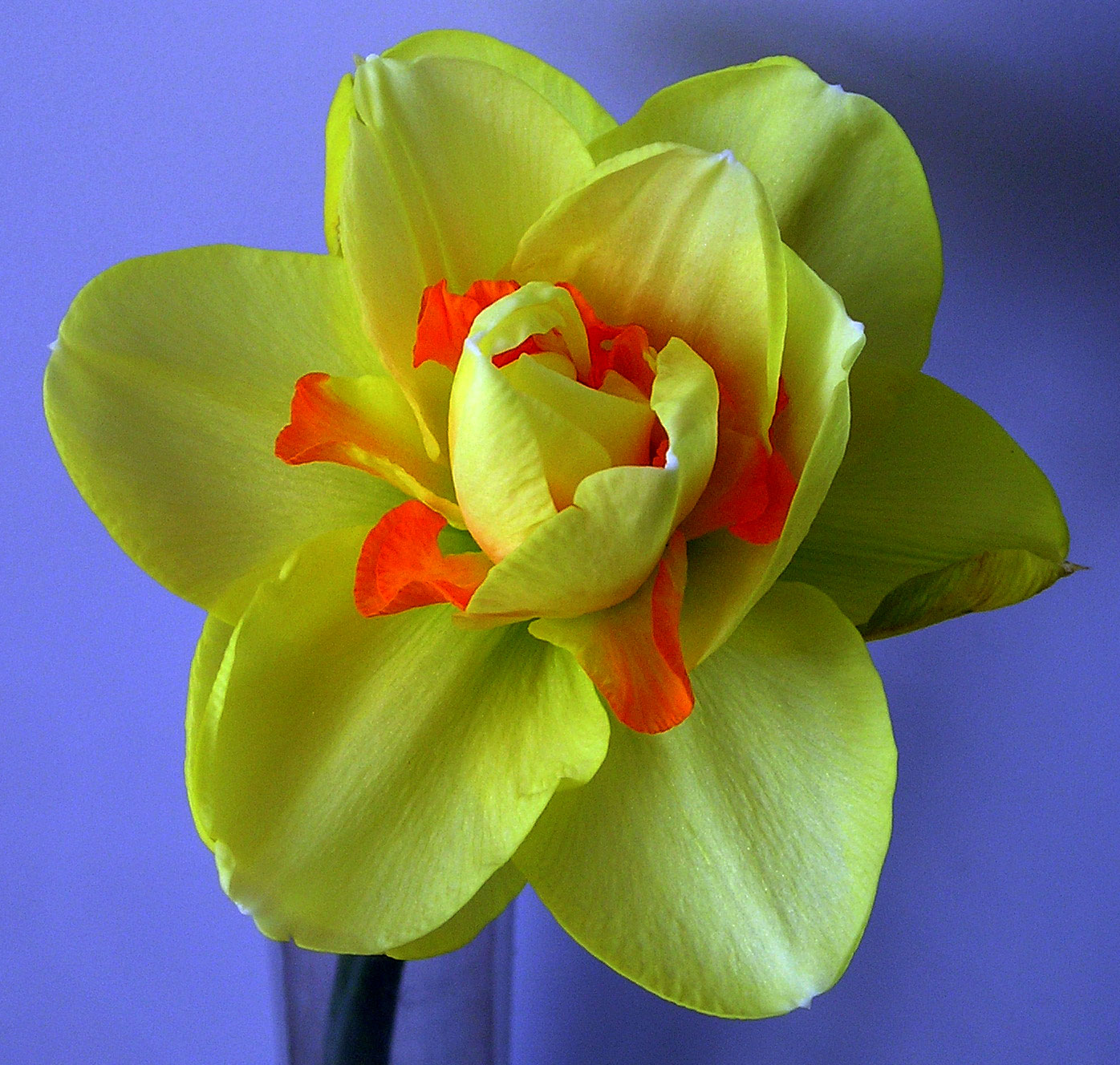
Un cultivar de narcisse
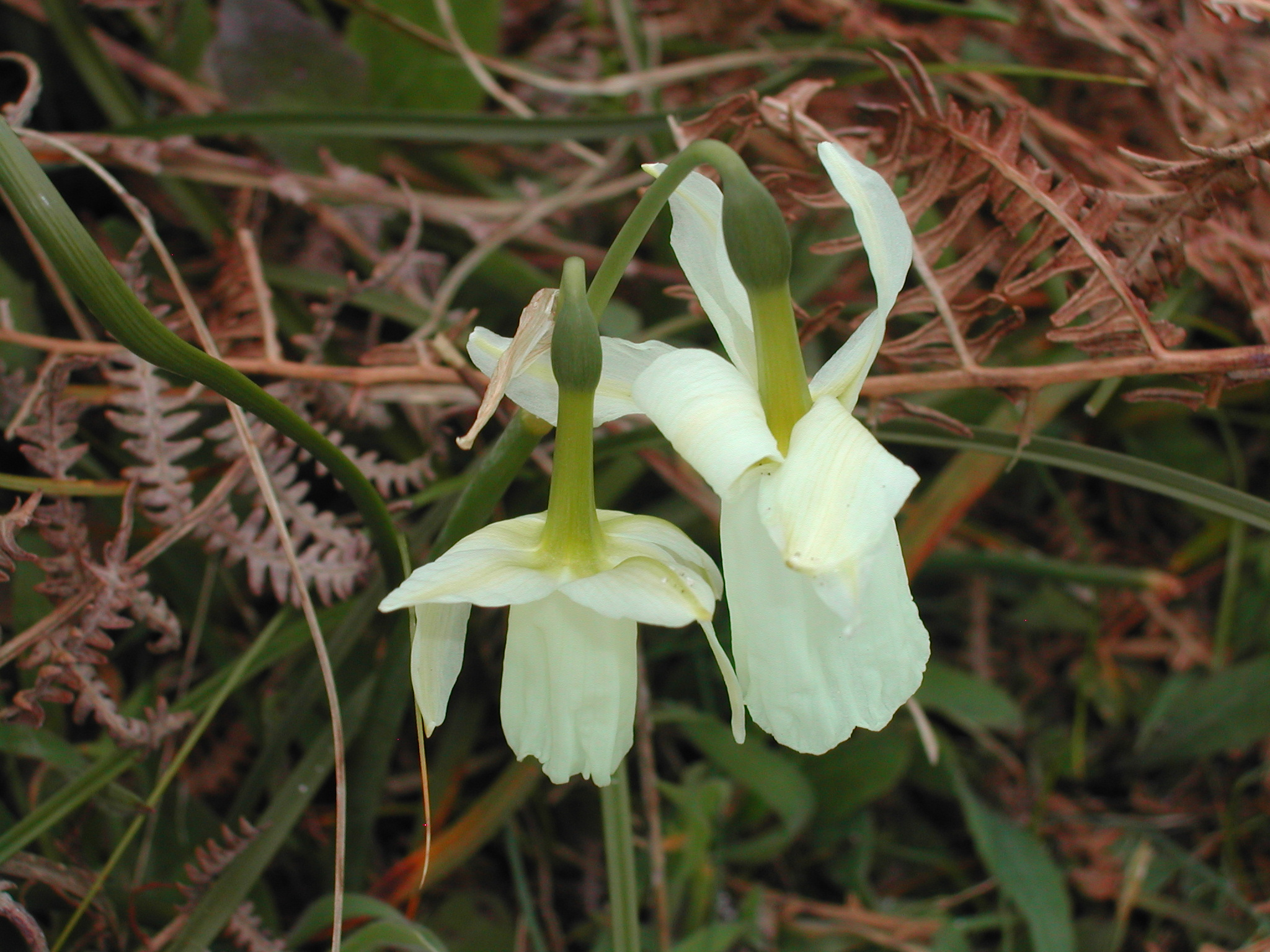
Narcisse des Glénan
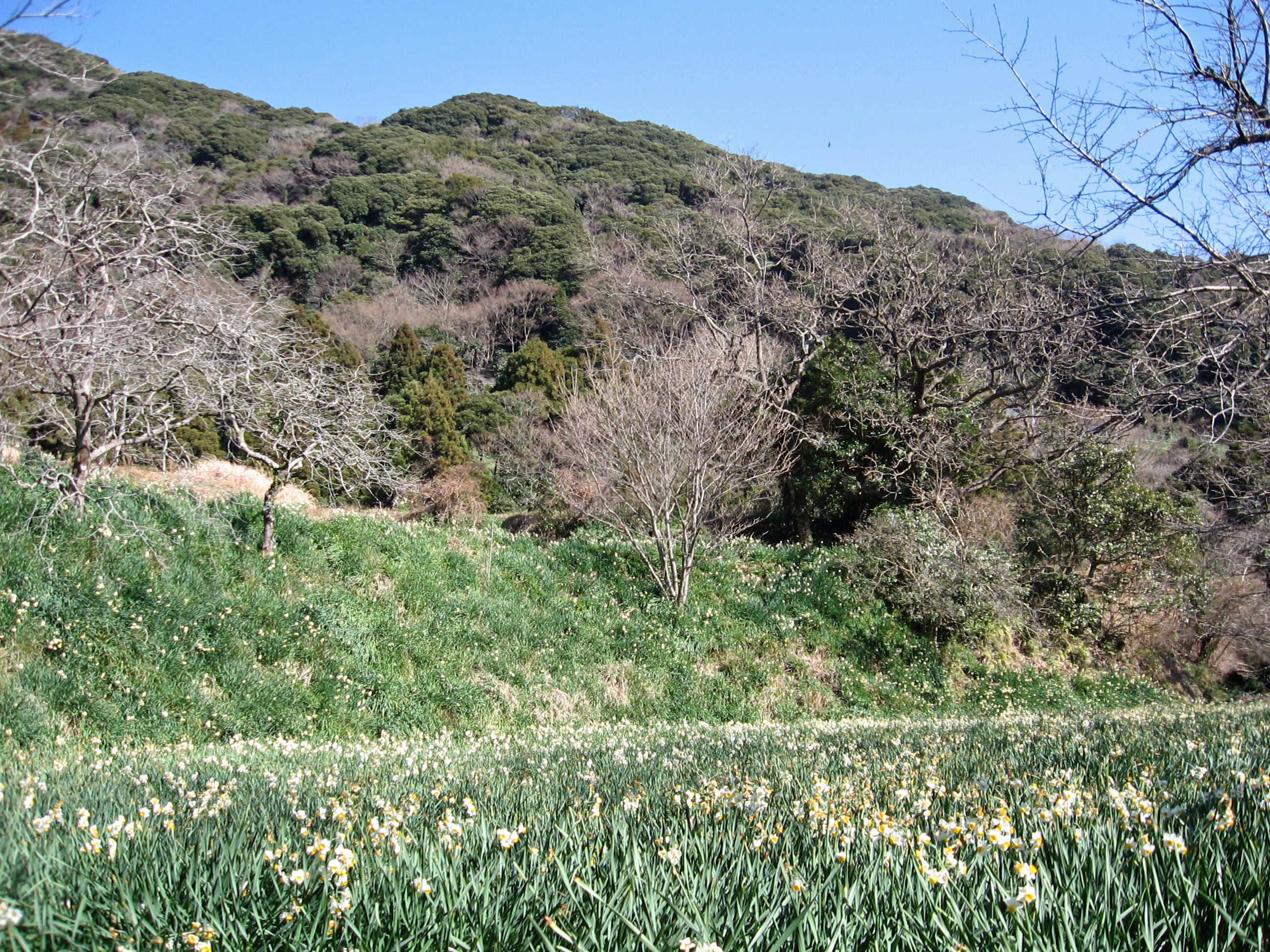
Tapis printanier de Narcissus tazetta au pied du Mont Sagayama (Japon)
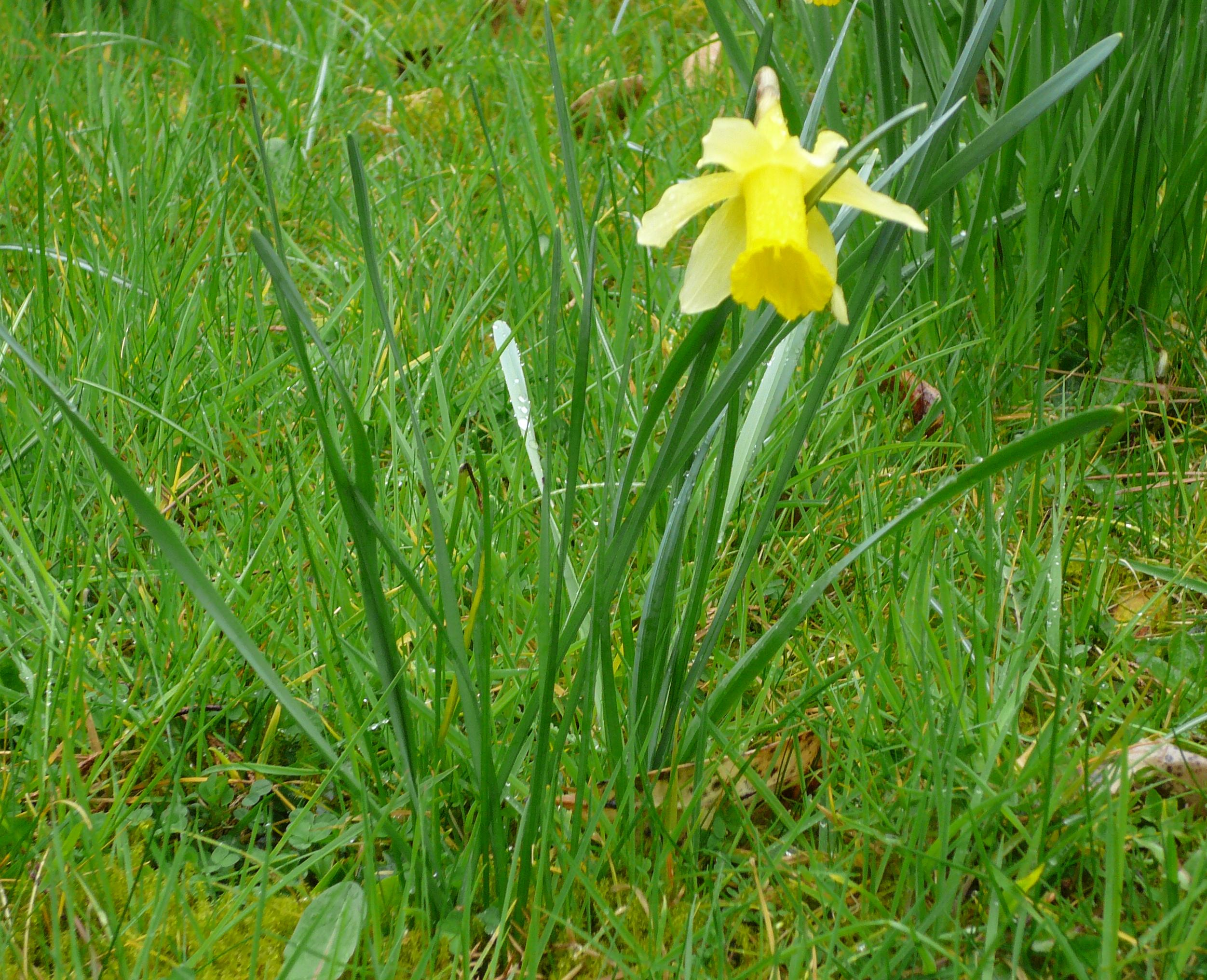
Un narcisse jaune (Narcissus pseudonarcissus)
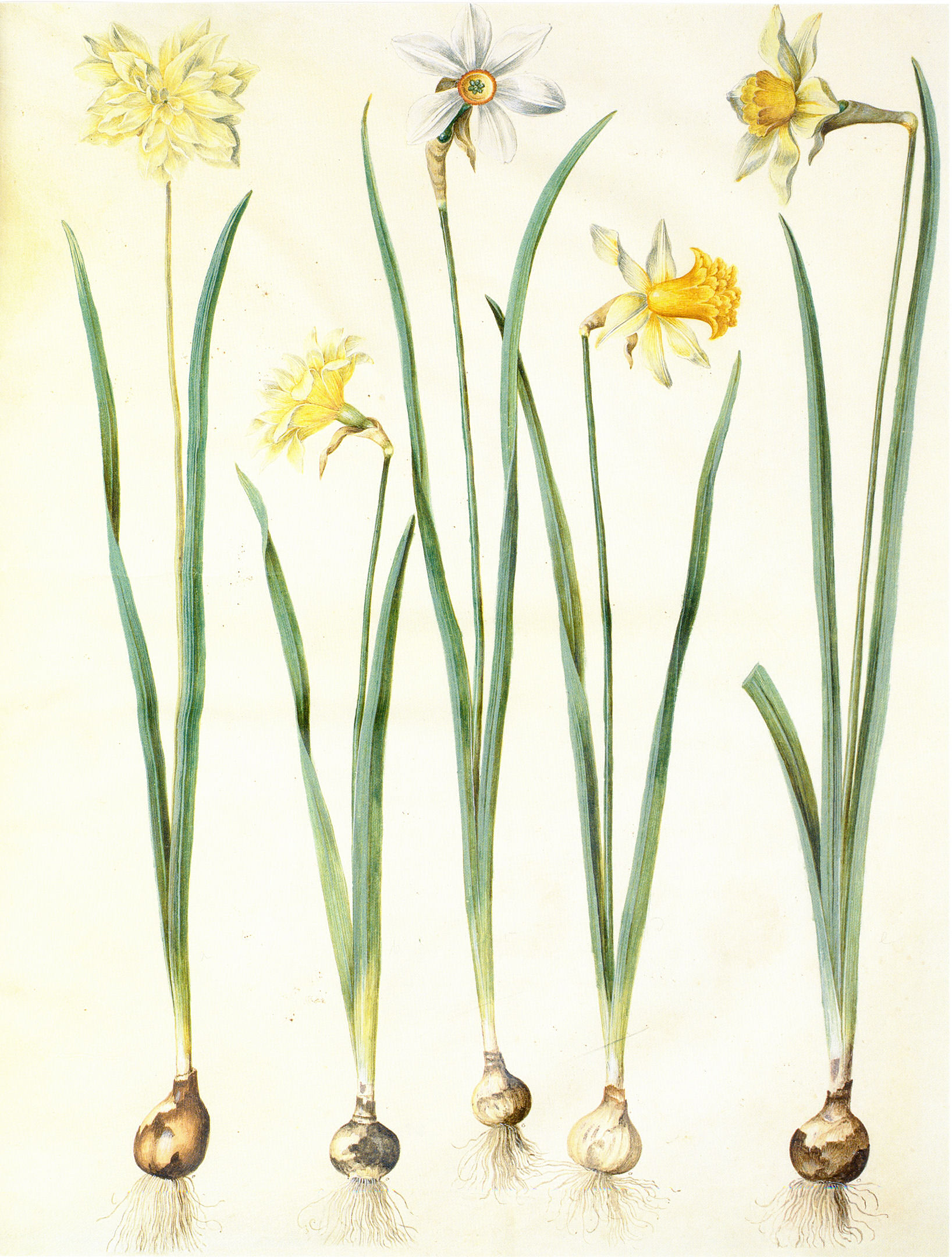
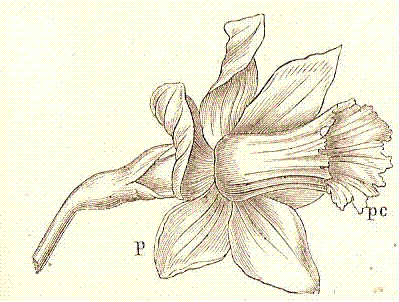
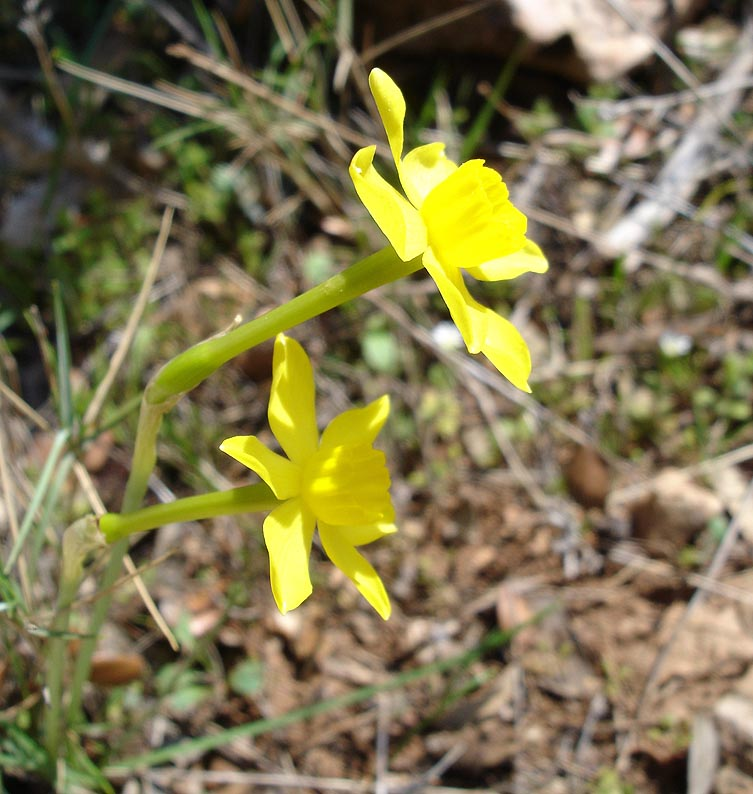
Un narcisse d'Asso (Narcissus assoanus), une plante qui aime les sols arides
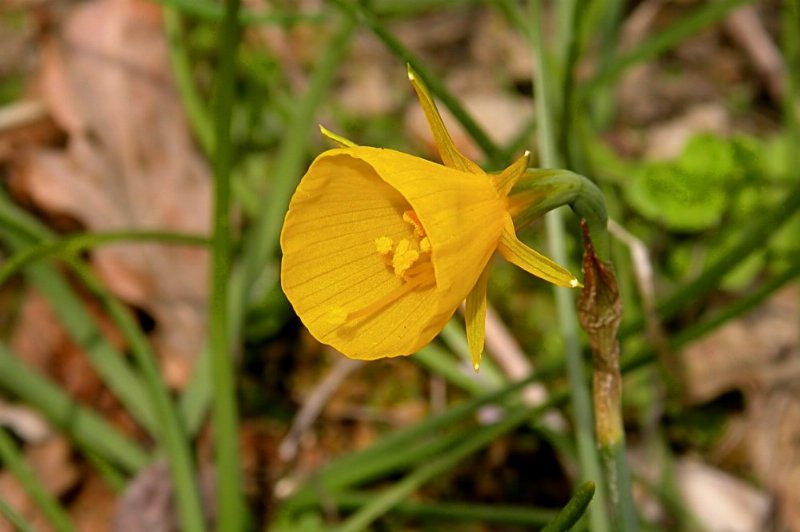
Une trompette de méduse (Narcissus bulbocodium)
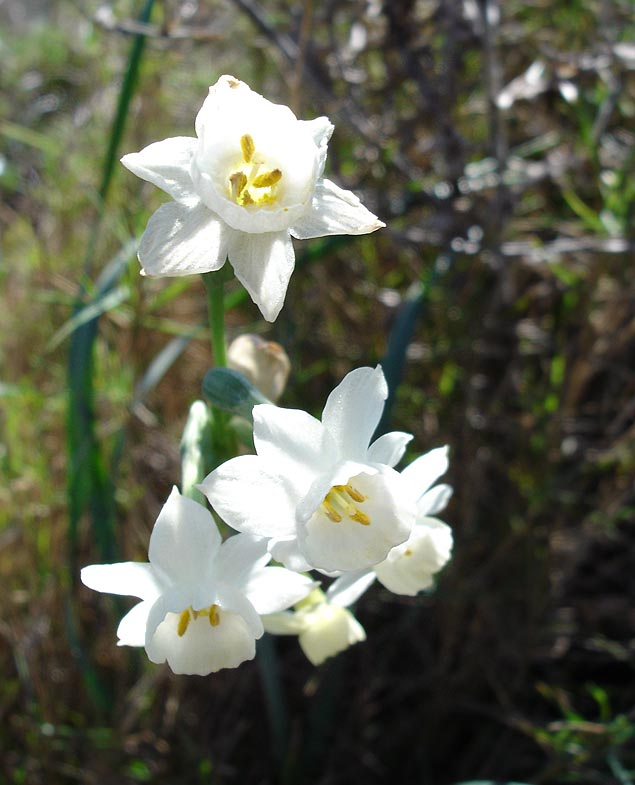
Un narcisse douteux (Narcissus dubius)
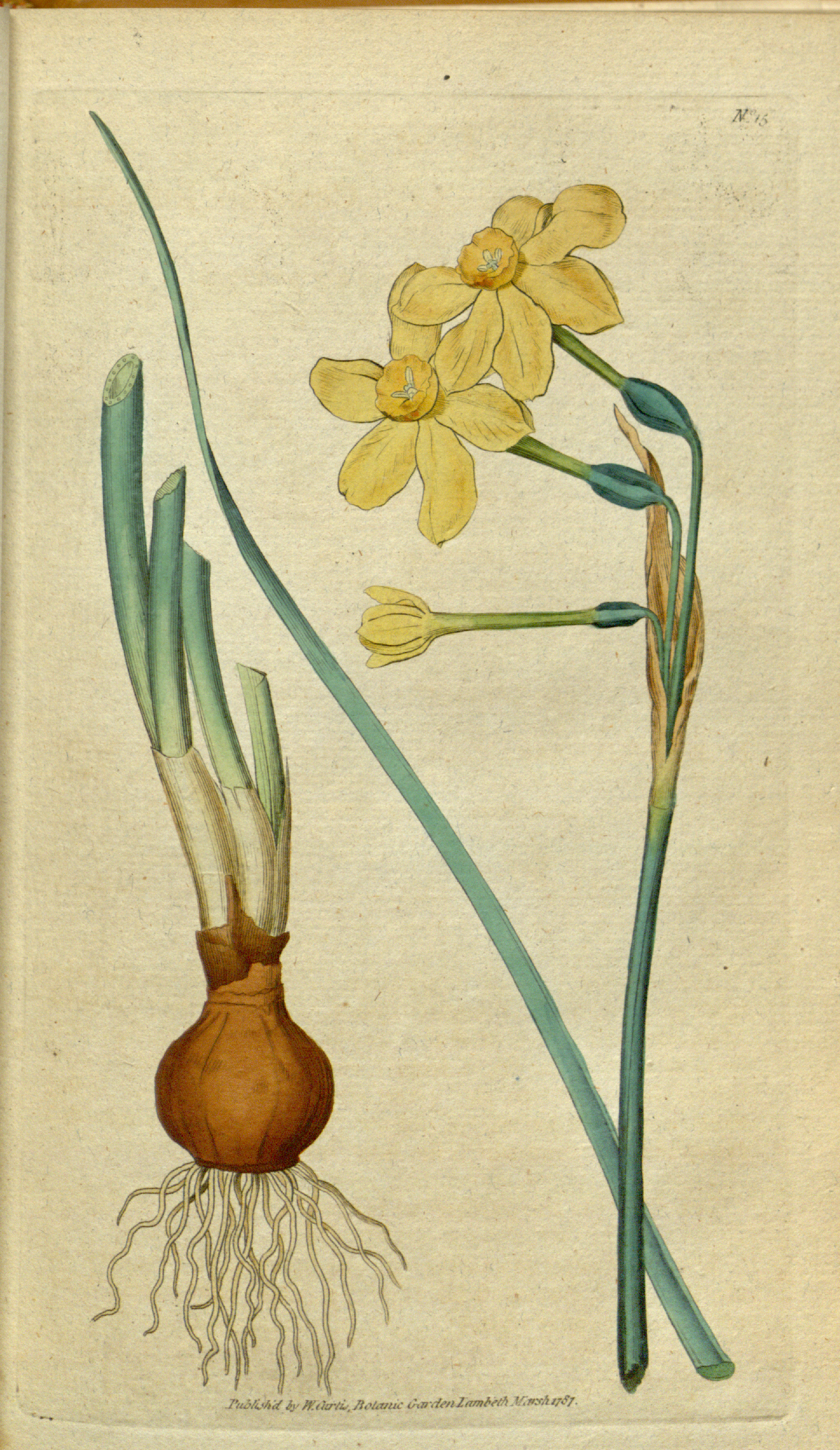
La jonquille véritable est Narcissus jonquilla, mais d'autres Narcissus proches d'aspect sont appelés aussi « jonquille ».
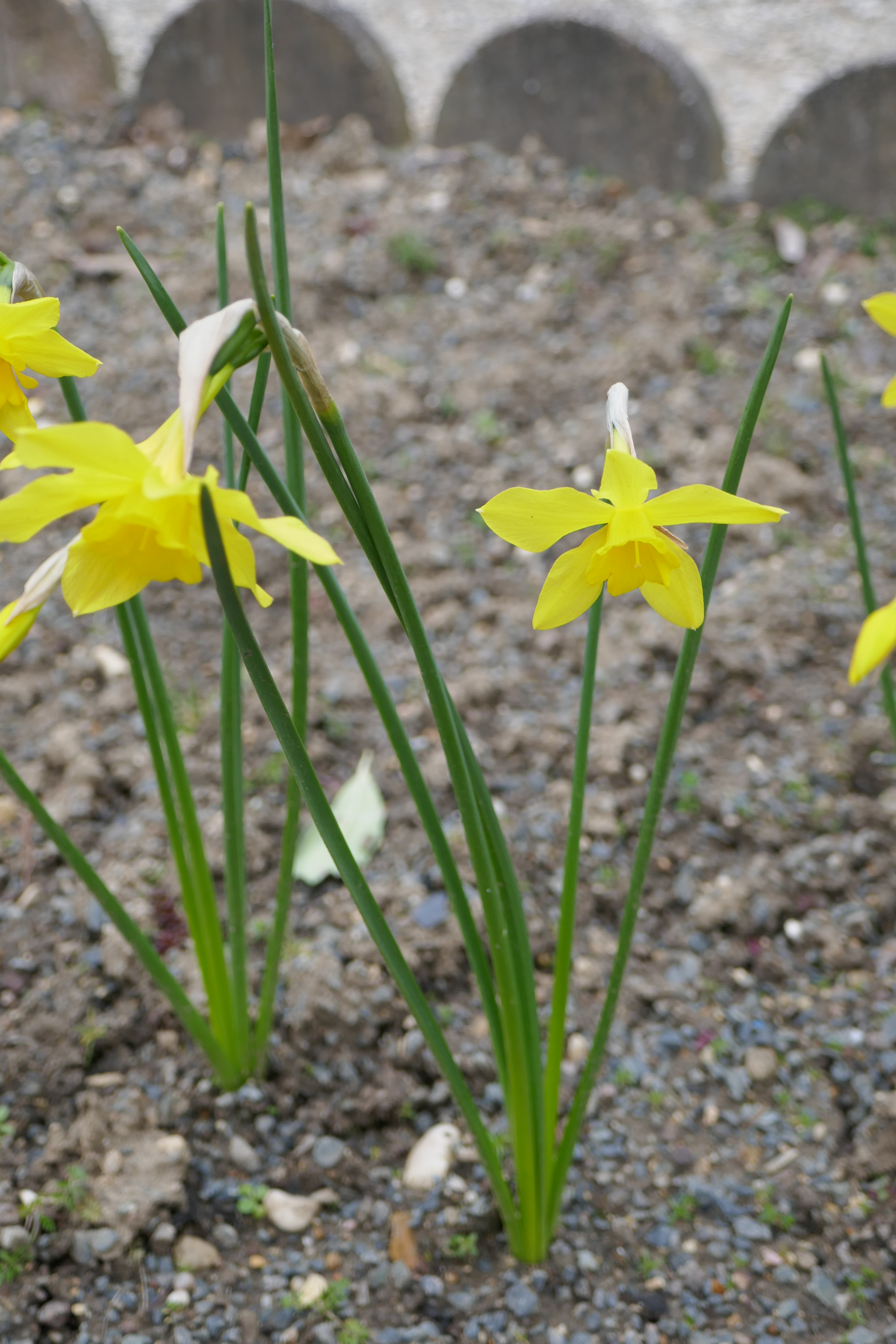
Narcisse odorant (Narcissus ×odorus)
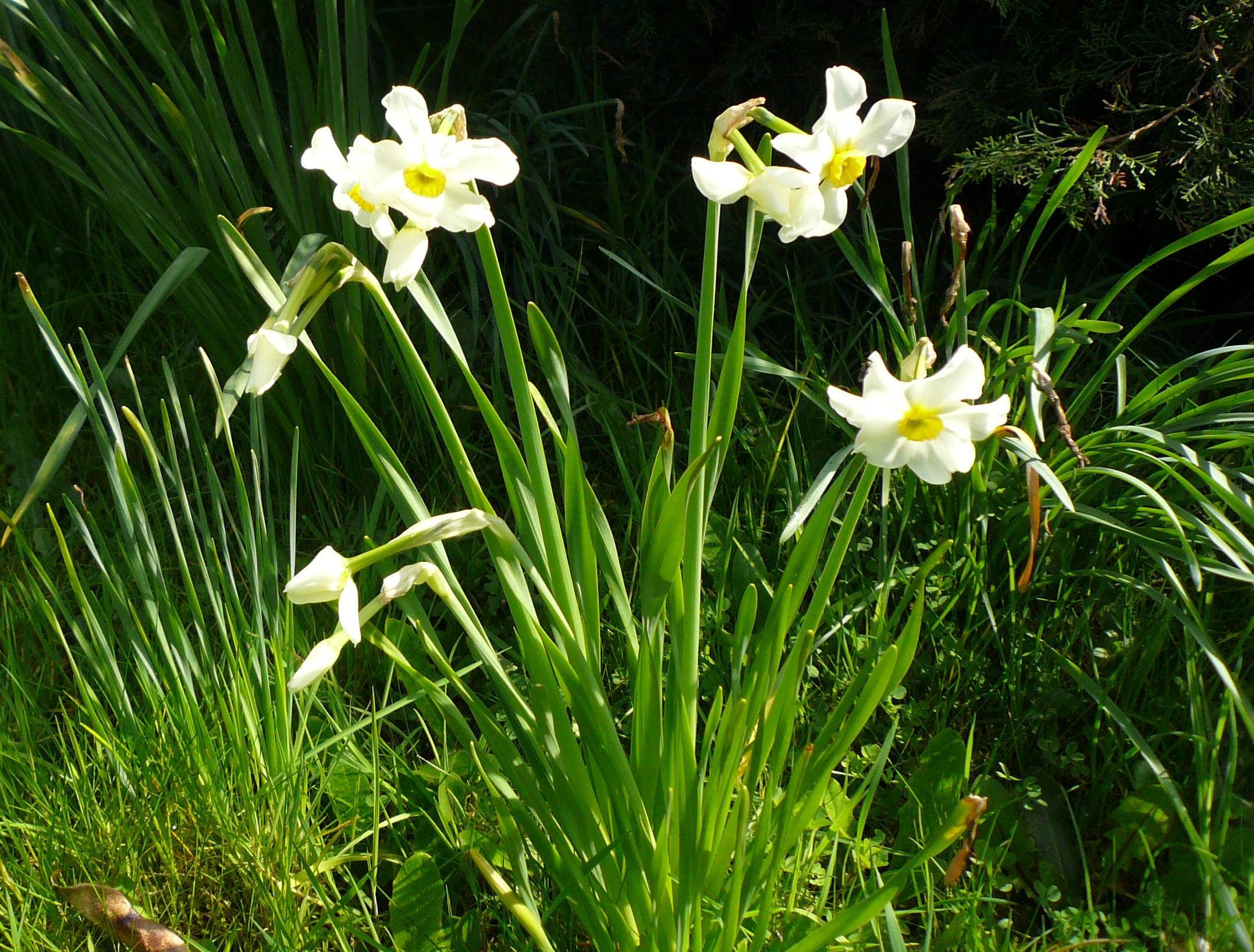
Un narcisse à deux fleurs (Narcissus ×medioluteus)
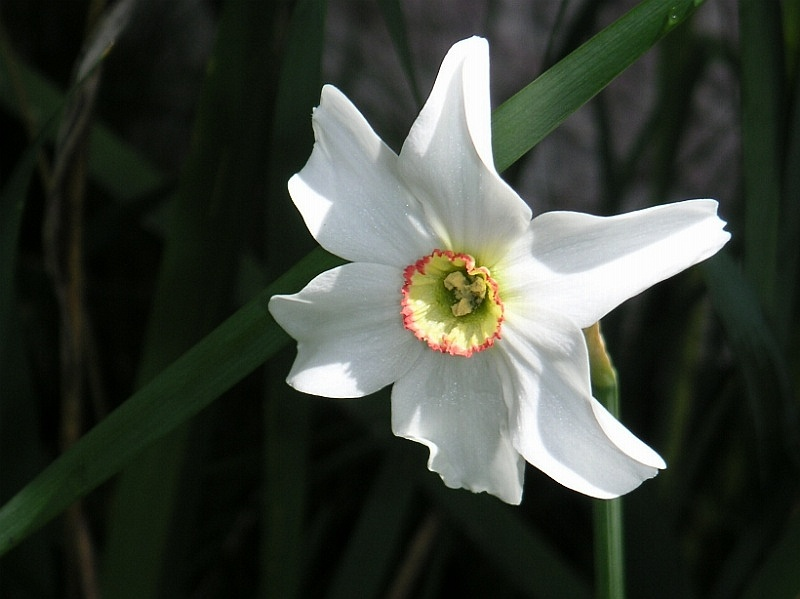
Un Narcisse des poètes (Narcissus poeticus)
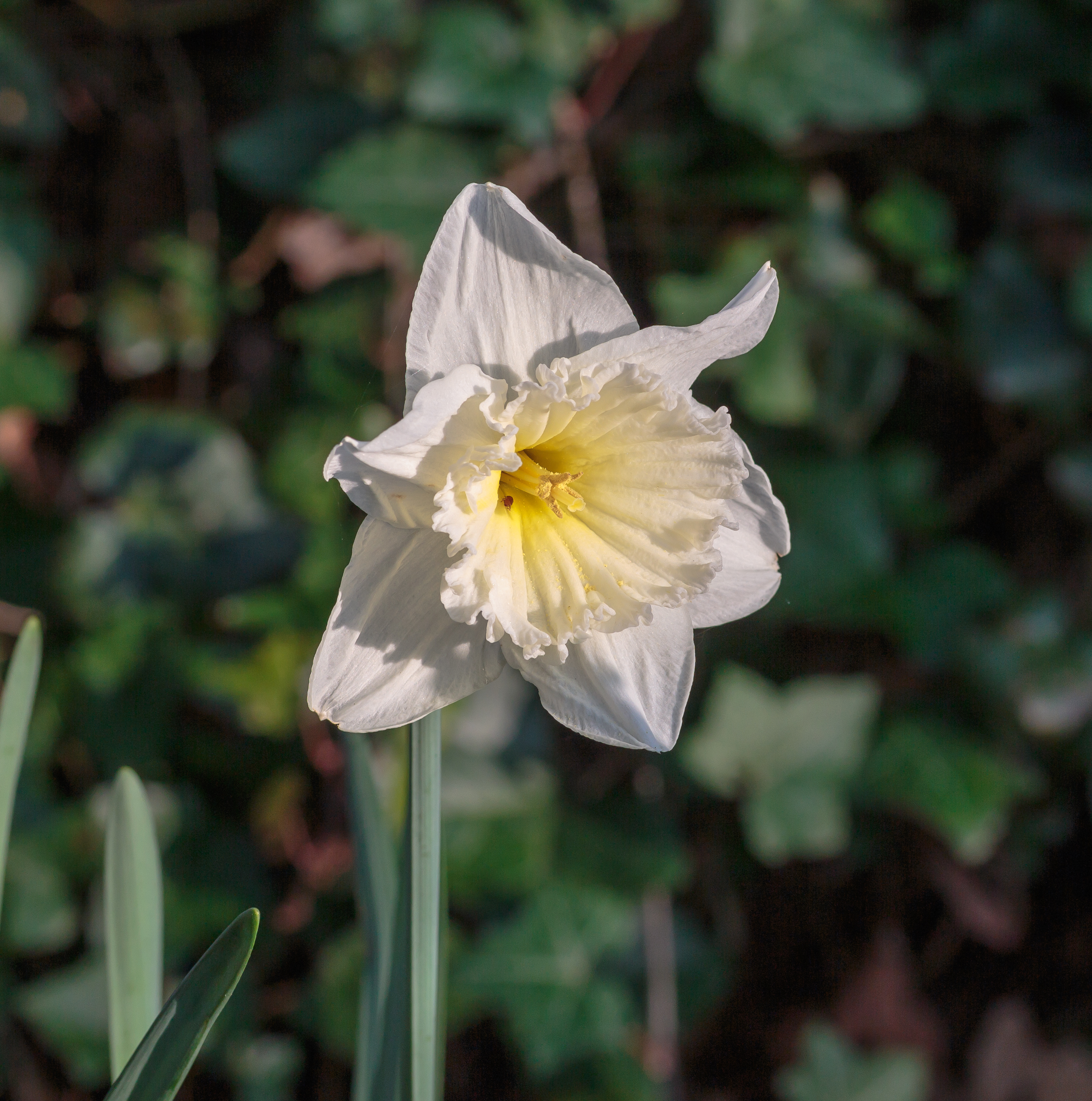
Narcissus 'Ice Follies'